# Surinaamse Televisie Stichting
Surinaamse Televisie Stichting, nota anche con l'acronimo STVS, è un ente televisivo pubblico del Suriname. Trasmette da Paramaribo in olandese.

## Storia

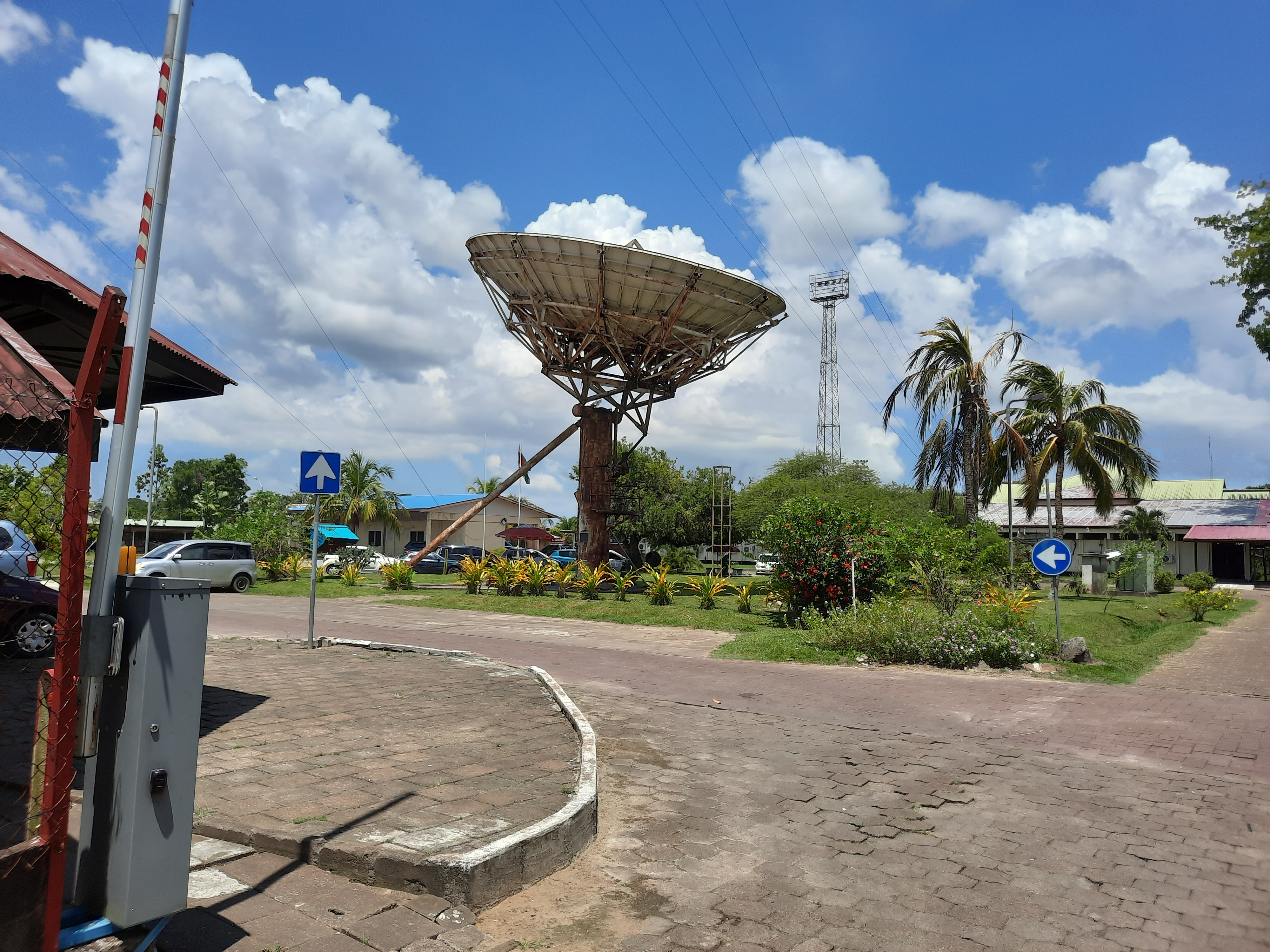
Antenne di STVS

STVS fu fondata nel 1965 dal Primo Ministro Johan Adolf Pengel.
La televisione in Suriname fu testata nel 1958 presso l'azienda Kersten, a Paramaribo. Il 24 febbraio 1964 il governo surinamese fondò la Surinaamse Televisie Stichting (STVS) e ordinò la costruzione di uno studio. Lo studio fu aperto il 1º ottobre 1965 e lo stesso giorno debuttarono le trasmissioni test. Le trasmissioni regolari iniziarono il 20 ottobre 1965. Il primo direttore di STVS fu Frits Pengel, che aveva seguito un corso di trasmissioni televisive nei Paesi Bassi; restò in carica fino al 1994.

## Canali
- STVS, unico canale dell'azienda, di tipo nazionale generalista.

## Ricezione

### Satellite
| Satellite          | Intelsat 35e     |
| Posizione orbitale | 34.5° Ovest      |
| Bouquet            | Canal + Caraibes |
| Canali             | STVS             |
| Frequenza          | 11100 MHz        |
| Polarizzazione     | Orizzontale      |
| SR                 | 45000            |
| FEC                | 5/6              |
| Modulazione        | QPSK             |

### Digitale terrestre
STVS è diffusa in standard DVB-T SD.

### Streaming
- STVS sito